# Corporació
Una Corporació és una persona jurídica que consisteix en un grup de persones que han format una associació amb fins d'utilitat pública sense ànim de lucre o amb propòsits comercials. Aquesta associació formal, reconeguda com a persona jurídica i emparada pel dret de societats, té els seus propis privilegis i responsabilitats diferents a aquells dels seus membres (persones físiques o naturals). Hi ha moltes formes de corporacions i pot ser de caracter públic: un ajuntament, una diputació, una universitat, o de caràcter privat: una església, una ONG, una empresa o conjunt d'empreses, una cambra de comerç, un gremi, un col·legi professional o un altre tipus de col·lectivitat.
Majoritàriament i per contaminació de l'anglès aquest terme s'utilitza per referir-se a una empresa o negoci de responsabilitat civil limitada que té una personalitat separada a la dels seus membres i que pot estar en mans privades o de l'estat.

## Característiques

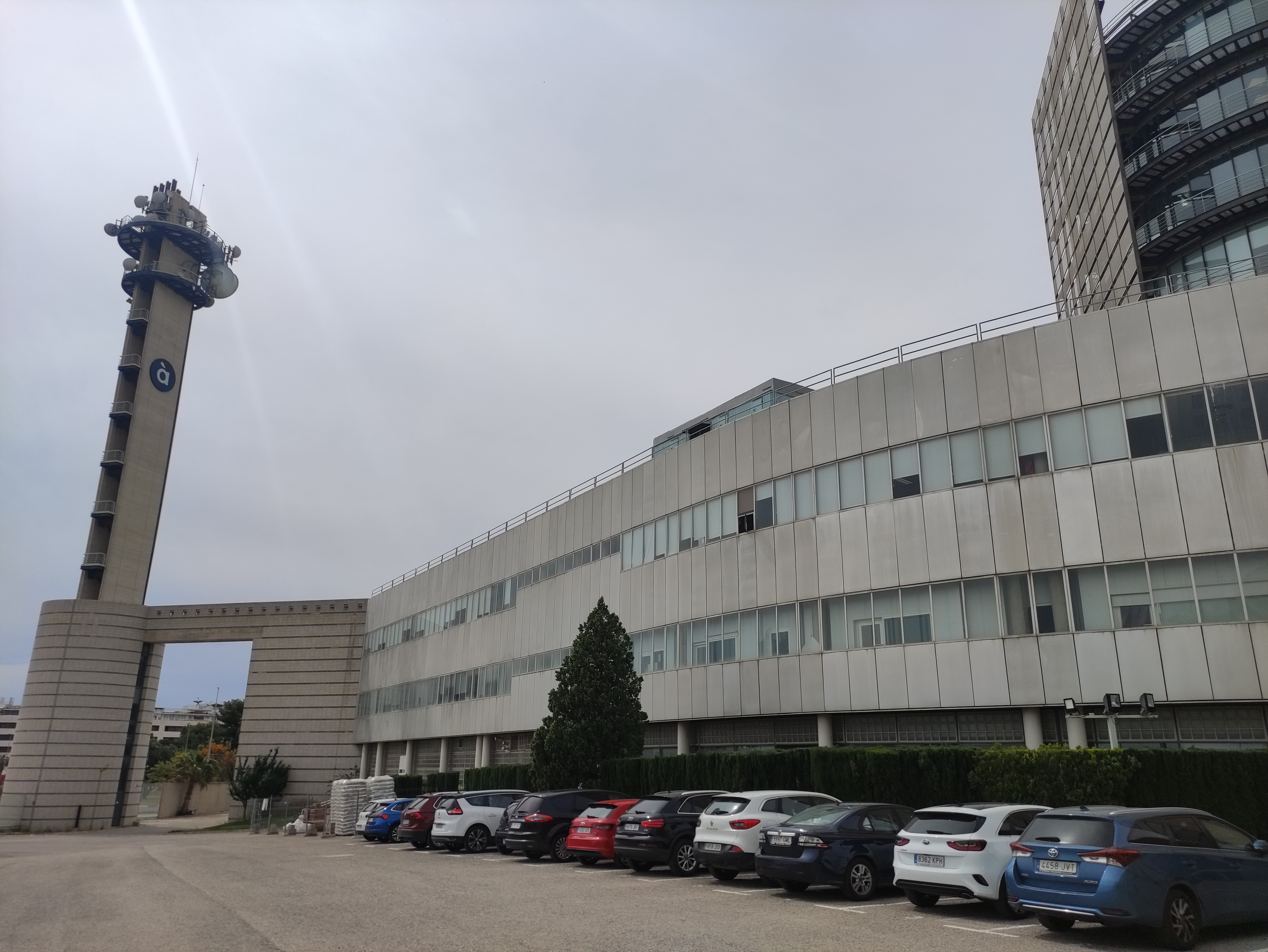
Edifici de la Corporació Valenciana de Mitjans de Comunicació a Burjassot.

La corporació te caràcter professional, orgànic i institucional, i el seu àmbit pot ser nacional o internacional. Reuneix els membres d'un ofici, d'una titulació o professió verticalment, diferentment al d'un sindicat, que agrupa treballadors en sentit horitzontal. Representa una associació conjunta d'empresaris i empleats d'una indústria determinada, o de membres d'una professió concreta, organitzada com a òrgan de representació.
Les normes de les corporacions equilibren els interessos de l'administració que gestiona la corporació, els creditors, accionistes i empleats que contribueixen amb el seu treball. Una característica important, encara que no universal, d'una corporació és la responsabilitat limitada que consisteix en el fet que, en cas que la corporació faci fallida, els accionistes només perdran la seva inversió i els empleats seus treballs, però cap d'ells serà responsable amb el seu patrimoni personal pels deutes contrets amb els creditors de la corporació.
Encara que el dret de societats varia segons cada jurisdicció, hi ha quatre característiques fonamentals d'una corporació comercial:
- Persona jurídica
- Responsabilitat limitada
- Accions transferibles
- Dirigida per un consell d'administració.

### Concepte de societat i corporació

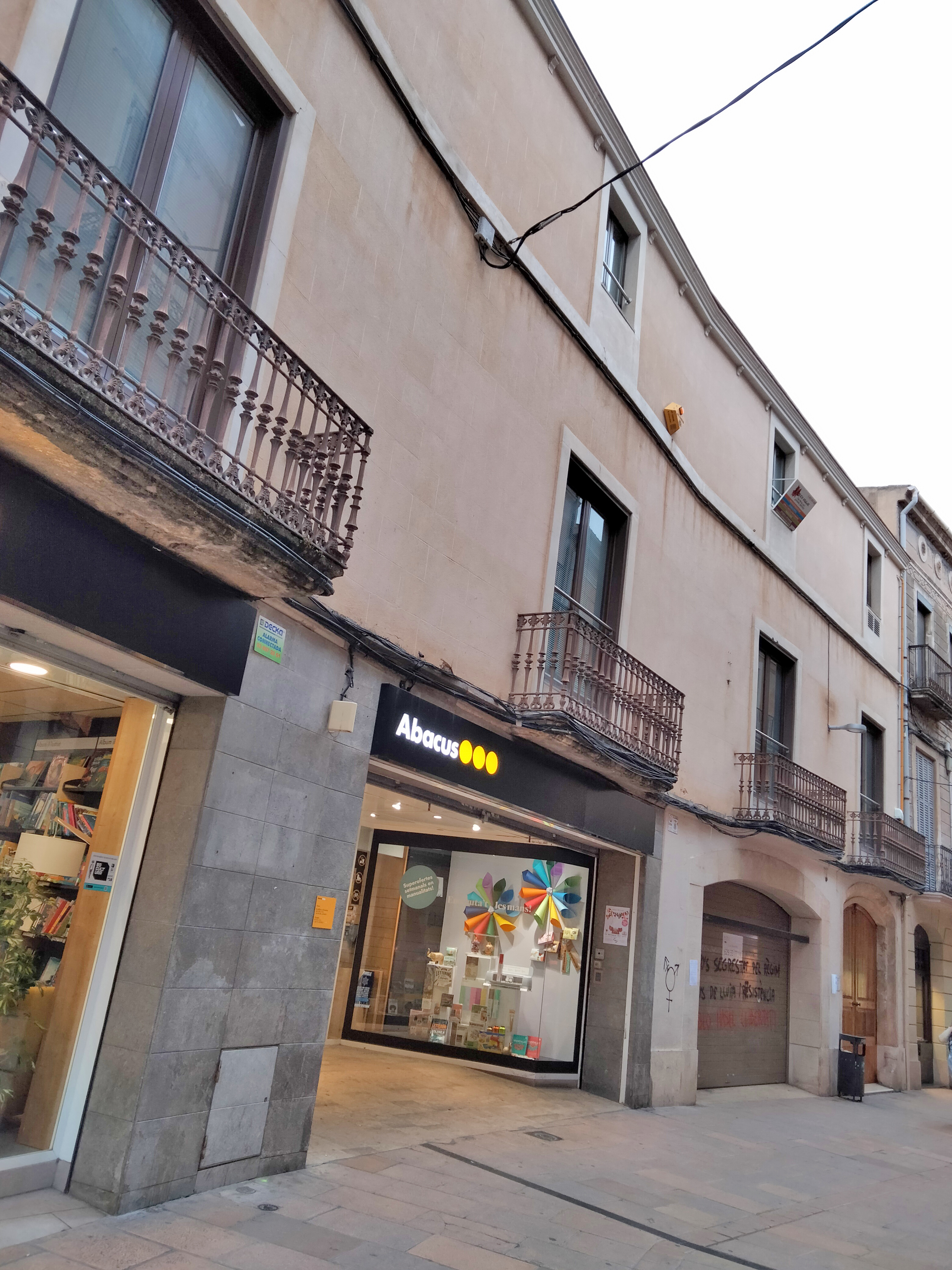
Establiment d'Abacus a Vilafranca del Penedès.

La definició clàssica de contracte de societat es recull en el Codi Civil espanyol (article 1665) i en el Codi de Comerç (article 116), de forma resumida, com un contracte pel qual dues o més persones s'obliguen a posar en comú diners, béns o indústria, amb la finalitat de dur a terme  una activitat i repartir-se els guanys que s'obtinguin. Autors estatunidencs de l'escola neoclàssica, coneguts com a contractualistes, defineixen la societat com un simple nexe de contractes.En l'àmbit europeu aquesta postura no ha estat generalitzada, sinó que considera que les relacions contractuals no són suficients per explicar els aspectes societaris. L'ordenament anglosaxó segueix un sistema common law, en tant que l'europeu continental un sistema civil law, basant-se més en la jurisprudència que en les lleis, a diferència del dret continental. Per aquest motiu en els sistemes anglosaxons estan més desenvolupats els mercats de valors i, en canvi, als europeus se centren més en els sistemes de finançament empresarial en els mercats de crèdit. Pel que fa a la terminologia del contracte de societat, originalment no hi havia diferenciació entre els termes de societat i companyia, però amb el temps va quedar el de societat, per referir-se a la societat anònima i cotitzada. Per contra, en els països anglosaxons el terme utilitzat va ser el de companyia o corporació, aquest últim sobretot als Estats Units. D'aquí el terme de Corporate law, com el dret corporatiu, dret de societats o dret empresarial, on el terme es refereix a la pràctica jurídica del dret relacionat amb les corporacions, també conegut com a dret de societats o dret empresarial.

### La jurisdicció contenciosa administrativa
La jurisdicció contenciosa administrativa s'encarrega de controlar la legalitat de l'activitat de les Administracions Públiques, a més aquest ordre jurisdiccional també preveu l'aplicació en relació amb els recursos contra els actes i les disposicions de les corporacions de dret públic com els Col·legis professionals i cambres de comerç i indústria. L'àmbit d'aplicació afecta actes i disposicions, reglaments, actes de govern, contractes administratius i adjudicació de contractes, adoptats en l'exercici de les funcions públiques, així com actes administratius de control o fiscalització dictats per l'Administració, responsabilitat patrimonial de les administracions públiques, independentment de la naturalesa de l'activitat o el tipus de relació que se'n derivi. Per aquesta raó les administracions públiques no poden ser demandades davant els ordres jurisdiccionals civil o social. No tots els estats tenen un ordre contenciós administratiu, específica del model administratiu francès, caracteritzat per l'existència d'una jurisdicció especial, amb un cos judicial diferent diferencial de la resta de jurisdiccions. En canvi, al Regne Unit, l'activitat administrativa és enjudiciada pels tribunals ordinaris, i no hi ha pas una jurisdicció específica encarregada de l'Administració pública. A Espanya o Alemanya, encara que es basen en el model francès, han evolucionat cap a un ordre jurisdiccional contenciós administratiu especialitzat, però que està integrat en el poder judicial.

## Corporació de dret públic
Les entitats de base privada constituïdes per la unió de persones amb activitats i interessos comuns, per les que la llei els atribueix l'exercici de determinades funcions administratives. En tant que exerceixen aquest tipus de funcions estaran sotmeses al dret administratiu que regula les seves competències, el funcionament intern i els òrgans de govern d'aquestes entitats. Per la resta es regeixen pel dret privat i, per tant, gran part de les seves decisions, com contractes i règim de personal i béns estan subjectes al dret privat. Aquest aspecte, a més de defensar interessos corporatius, de caràcter professional o econòmic, fa que la legislació espanyola vigent no els atribueixi la qualificació d'administracions públiques. Tot i això, es contemplen com a part de l'organització pública, per la seva regulació específica i la forma d'adquisició de personalitat, pròpies del dret administratiu.

### Els col·legis professionals

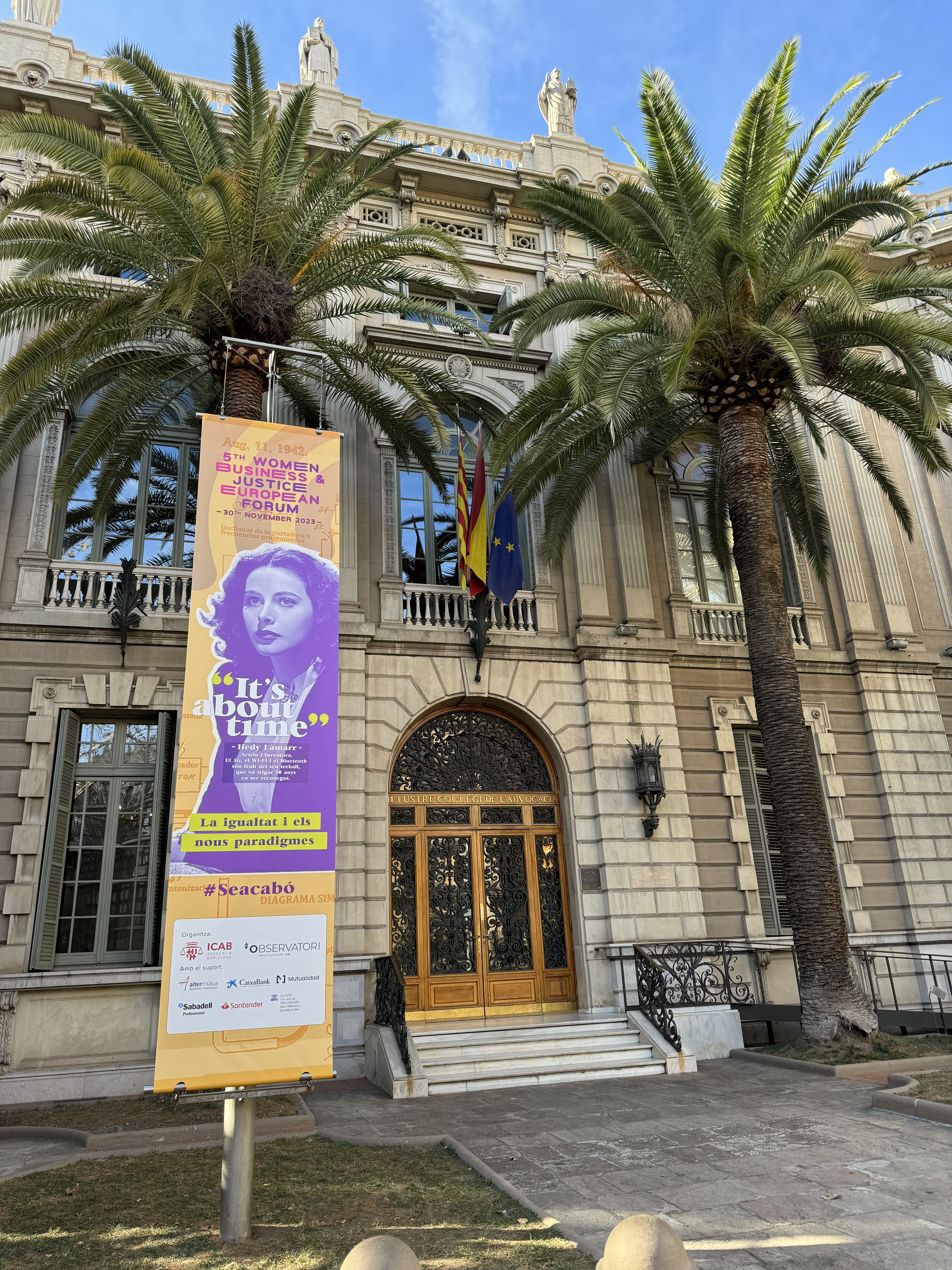
Seu de l'Il·lustre Col·legi de l'Advocacia de Barcelona.

Els col·legis professionals són corporacions a les quals la llei atribueix funcions d'ordenació de les professions, i de forma específica les que l'article 36 de la Constitució espanyola. Els col·legis professionals, malgrat que tenen una base associativa privada, es constitueixen com a corporacions de dret públic, i aquest fet obliga a establir uns condicionants legals clars per a la creació de nous col·legis professionals, especialment si el règim de col·legiació afecta en gran manera els professionals afectats.
Cal tenir en compte la base associativa que hi ha en el substrat dels col·legis professionals, la qual cosa fa que calgui conciliar la seva condició de corporacions de dret públic amb aquella realitat. Això justifica l’establiment d’un règim jurídic flexible en el qual ha de coexistir l’exercici de les funcions públiques dels col·legis professionals, amb el d'altres funcions privades, amb la corresponent diferenciació del règim jurídic aplicable. Hi ha també un espai d’autonomia col·legial que es concreta en l’elaboració dels estatuts i normativa de l’organització interna i normes de funcionament. Per tant, l’organització col·legial representa l’expressió legal de la solució d’integrar les professions d’especial rellevància i transcendència social dins un sistema administratiu basat en la participació dels professionals i encarregat directament de gestionar els interessos públics vinculats més estretament a l’exercici de la professió.
La Generalitat de Catalunya, exercint les competències que té, segons l'article 9.23 de l'Estatut d'autonomia, va dictar la Llei 7/2006, de 31 de maig, de l’exercici de professions titulades i dels col·legis professionals pretén introduir un element de flexibilitat en el sistema organitzatiu de les professions titulades, és la regulació de les associacions professionals. Aquestes entitats constitueixen una alternativa a l’organització col·legial en els casos en què no s'aprecien motius que justifiquin prou la integració obligatòria dels professionals en una corporació de dret públic.

### Cambres de Comerç
Les Cambres de Comerç i altres entitats representatives d'interès econòmic són entitats constituïdes per la promoció i defensa dels interessos generals, prestant serveis a les empreses i funcions d'assessorament, consulta i col·laboració. En tant que corporacions de dret públic, les decisions que les cambres adoptin en el seu exercici de funció pública i del seu règim electoral poden ser impugnables en via contenciosa administrativa. El procés de liberalització jurídica de prestació de serveis i activitats econòmiques ha eliminat el caràcter públic d'algunes corporacions on havia estat obligatòria l'afiliació com les cambres agràries o les confraries de pescadors. Com a referent de les cambres, la Cambra Oficial de Comerç, Indústria, Serveis i Navegació de Barcelona, fundada el 1886, amb seu a Barcelona, té com antecedents històrics el Consolat de Mar o la Reial Junta Particular de Comerç.